# سيرينا شيريدان
سيرينا شيريدان (بالإنجليزية: Serena Sheridan)‏ هي دراجة نيوزيلندية، ولدت في 27 أغسطس 1985.

## وصلات خارجية
- سيرينا شيريدان على موقع الاتحاد الدولي للدراجات (الإنجليزية)
- سيرينا شيريدان على موقع أرشيف الدراجات (الإنجليزية)
- سيرينا شيريدان على موقع إحصائيات الدراجات الإحترافية (الإنجليزية)
- سيرينا شيريدان على موقع نسبة الدراجات (الإنجليزية)